# Зображаючи Бога
«Зображаючи Бога» — американський художній фільм режисера Енді Вілсона.

## Опис
Хірург на ім'я Юджин Сендс позбавляється ліцензії після трагічного випадку смерті пацієнтки під час операції, яку він проводив, перебуваючи під впливом амфетаміну. Після цієї події Юджин довгий час намагається піти від навколишньої дійсності, яка абсолютно його не радує. Після затяжної депресії він поступово приходить до вживання наркотиків. Коли Юджин купував собі чергову дозу в барі, то став випадковим свідком бандитських розборок, під час яких почалася стрілянина і був важко поранений чоловік. Юджин рятує життя потерпілому, застосувавши свій лікарський талант. Після цієї події їм зацікавлюється лідер місцевого злочинного угруповання, який незабаром робить Юджина особистим доктором їх банди.
Слоган фільму:	«A game with no rules».

## У головних ролях
- Девід Духовни
- Тімоті Гаттон
- Анджеліна Джолі
- Майкл Массі
- Петер Стормаре
- Ендрю Тірнан
- Гарі Дурдан
- Джон Гоукс
- Вілл Стюарт
- Філіп Мун